# 6 Dywizjon Samochodowy
6 Dywizjon Samochodowy (6 dsam) – pododdział wojsk samochodowych Wojska Polskiego II RP.

## Formowanie i zmiany organizacyjne
Pierwsze jednostki samochodowe powstały samorzutnie w pierwszych dniach listopada 1918. We Lwowie sformowana została Komenda Automobilowa. Wykorzystywano sprzęt i materiały pozostawione przez wojska okupacyjne. Organizatorami jednostki byli między innymi: dowódca Wojsk Samochodowych OGen. Lwów mjr. Włodzimierz Osorja Bukowski, kierownik warsztatów okręgowych mjr. inż. Władysław Floriański, dowódca kolumny zapasowej por. Walerian Skorupski, referent samochodowy  por. Jan Kuźniar, starszy majster wojskowy Józef Kuziłek, majster warsztatowy sierż. Julian Leśków.

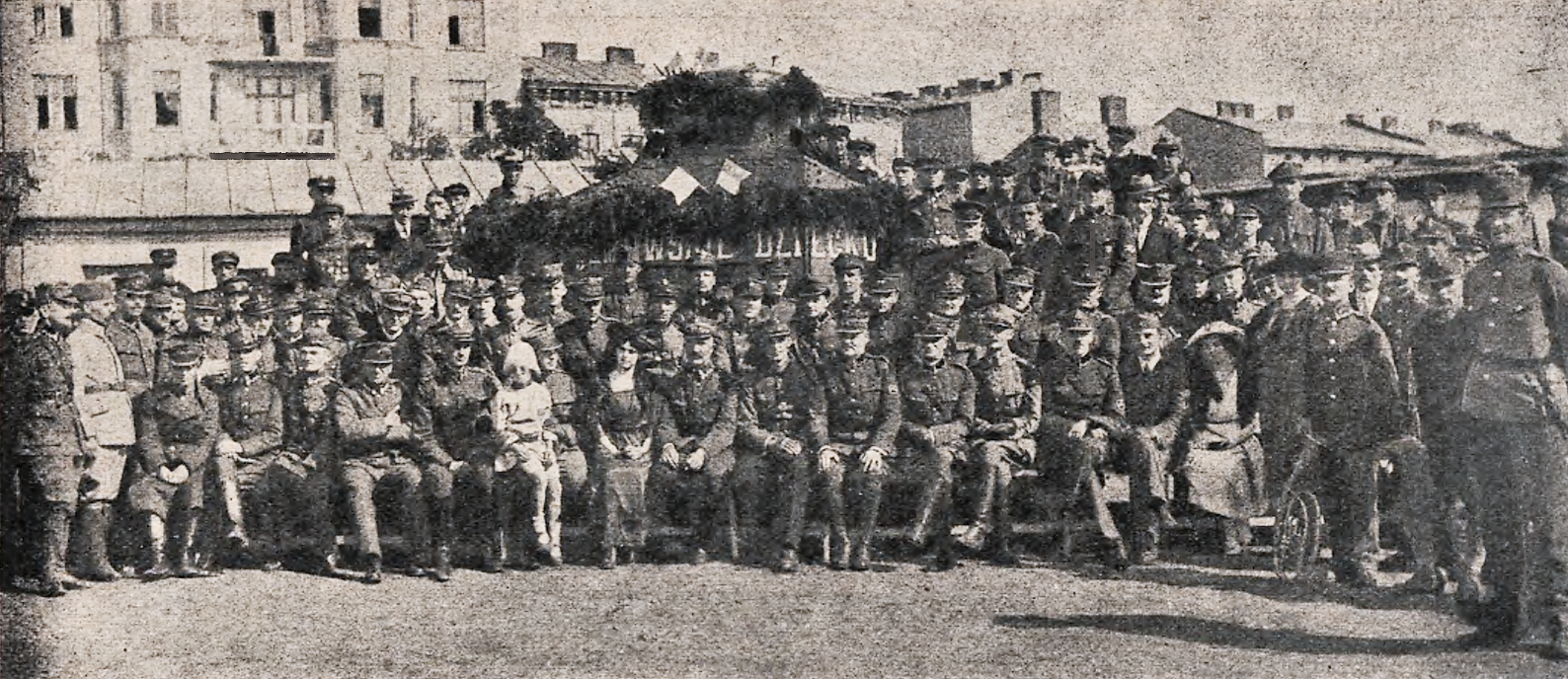
Poświęcenie samochodu pancernego "Lwowskie dziecko", 19 września 1920

Latem 1921 dywizjon stacjonował we Lwowie.
W strukturze dyonu występowała między innymi Kolumna Szkolna Samochodów Pancernych. Jesienią 1925 roku kolumna została wyłączona ze składu wojsk samochodowych, podporządkowana dowódcy 14 Pułku Ułanów Jazłowieckich i przemianowana na 4 Szwadron Samochodów Pancernych.
Wiosną 1934 roku jednostka została przeformowana w 6 Batalion Czołgów i Samochodów Pancernych. W skład nowego oddziału zostały włączone dwie kompanie czołgów i jedna kompania szkolna z byłego 3 Pułku Pancernego. W 1935 roku 6 Batalion Czołgów i Samochodów Pancernych został przeformowany w 6 Batalion Pancerny.
19 maja 1927 roku Minister Spraw Wojskowych marszałek Polski Józef Piłsudski ustalił i zatwierdził dzień 8 sierpnia, jako datę święta pułkowego.

## Kadra

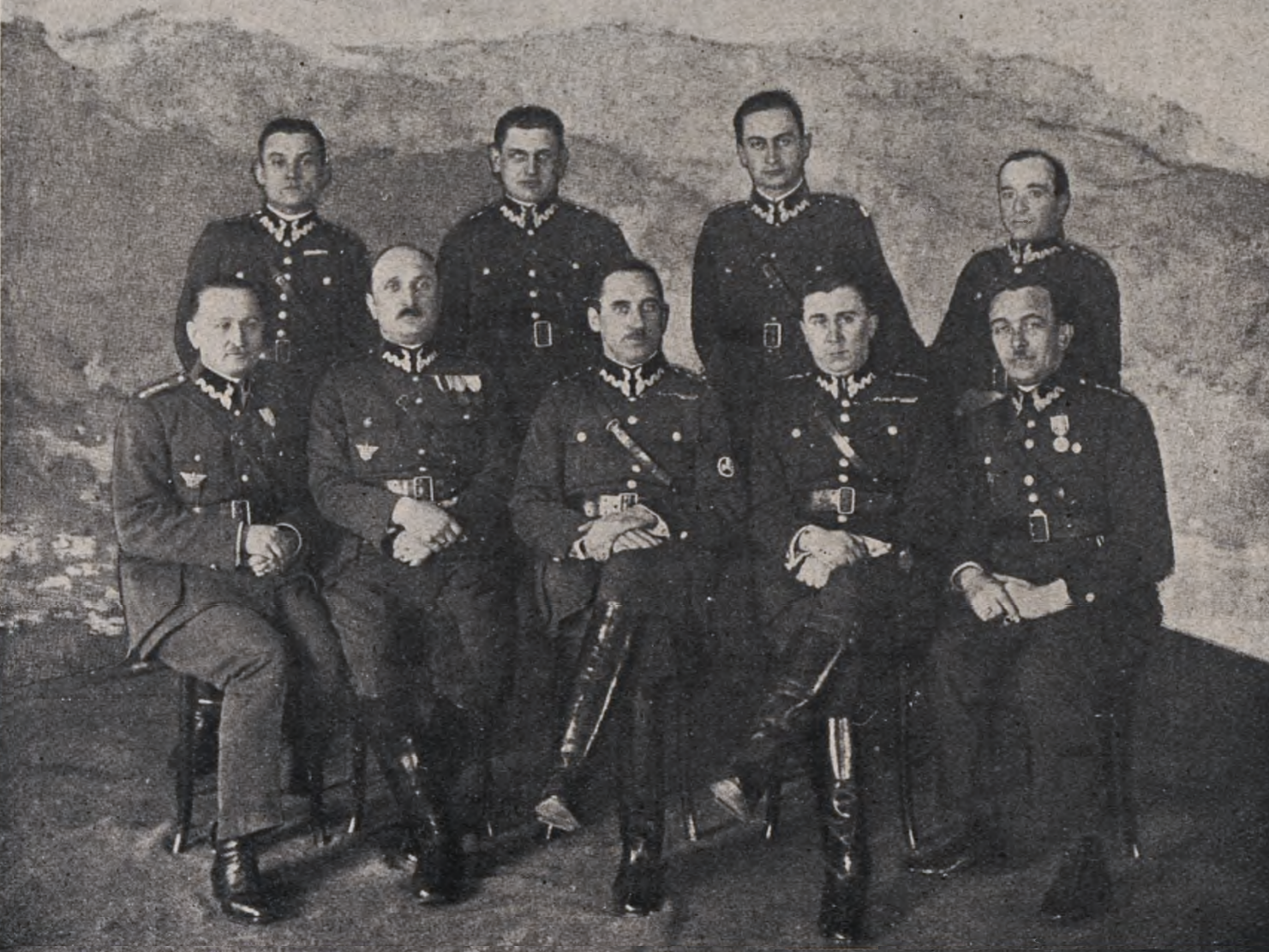
Grupa oficerów 6 dsam z d-cą ppłk Władysławem Damskim

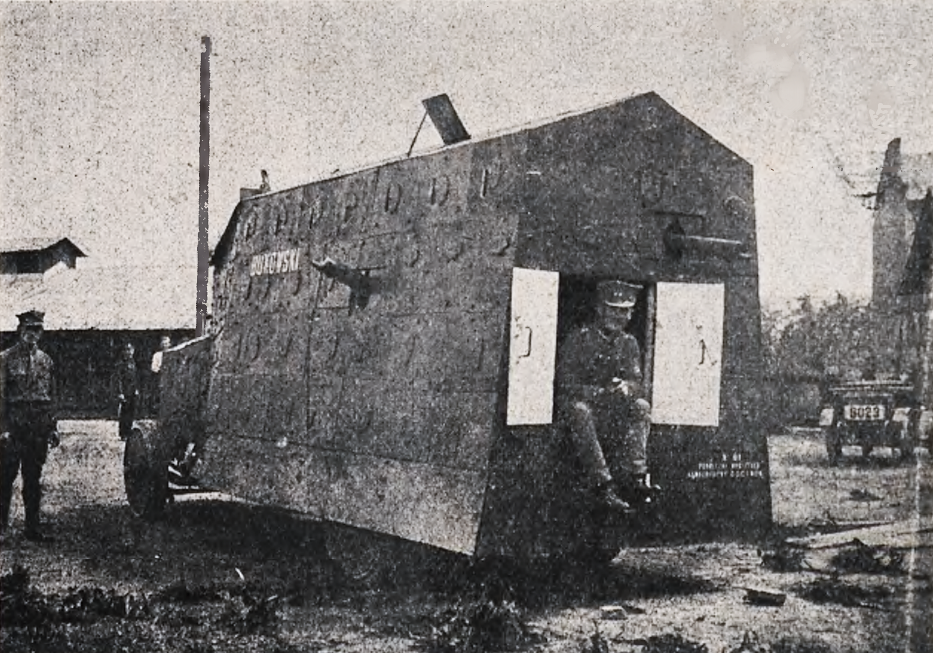
Samochód pancerny "Bukowski"

Dowódcy dywizjonu i komendanci kadry
- ppłk Roman Misiągiewicz (1923)
- mjr sam. inż. Władysław Marian Kohmann-Floriański (p.o. od I 1925[7])
- mjr sam. / ppłk sam. Władysław Damski (30 XII 1925[8] - XI 1935 → komendant PKU Miechów)

Zastępcy dowódcy
- mjr sam. inż. Władysław Marian Kohmann-Floriański (do I 1925)